# Sockel 1155
Der Sockel 1155 (auch LGA1155, FCLGA1155 oder Sockel H2 genannt) ist ein Prozessorsockel für die Prozessorserie Intel Core i3, Core i5, Core i7 sowie Celeron G und Pentium G der Sandy- und Ivy-Bridge-Generation. Eingeführt wurde er im Januar 2011. Der Sockel 1155 wurde 2013 vom Sockel 1150 abgelöst.
Er ist Nachfolger des Sockels 1156. Erforderlich wurde dieser Sockel, als die Sandy-Bridge-Architektur die Nehalem-Mikroarchitektur ablöste. Bei Prozessoren für den Sockel 1155 sind der Speichercontroller und der PCIe-Controller nach wie vor im Prozessor integriert – der Sockel stellt entsprechende Anschlüsse bereit.
Die größte Veränderung im Vergleich zum Vorgänger ist beim 1155-Sockel die getrennte Anbindung von CPU, IGP und der integrierten Northbridge an die jeweils eigene Energieversorgung. Der Chipsatz, welcher aus einem Chip (ehemals Southbridge) besteht, wird per DMI angebunden. Kompatible Chipsatzserien für diesen Sockel sind die Intel-6-Serie und die Intel-7-Serie.

## Serie 6-Chipsatz
Informationen über kompatible Chipsätze können aus der Tabelle unten entnommen werden. Intel hat sich dazu entschlossen, keine Anbindungsmöglichkeit für USB-3.0-Ports in ihre Chipsätze zu integrieren. Die H67-Plattform hat seit der Revision B3 USB 3.0 und SATA 6 Gb/s Unterstützung.
 Info: Die Serie-6-Chipsätze sind zu einigen Ivy-Bridge-CPUs (3. Gen. CPU) aufwärtskompatibel.
|                                              |                                              | H61                     | B65          | Q65          | H67                     | P67                     | Q67          | Z68                     |
| -------------------------------------------- | -------------------------------------------- | ----------------------- | ------------ | ------------ | ----------------------- | ----------------------- | ------------ | ----------------------- |
| Übertaktung                                  | Übertaktung                                  | Nein                    | Nein         | Nein         | Nein                    | Ja                      | Nein         | Ja                      |
| CPU-Unterstützung                            | CPU-Unterstützung                            | Sandy Bridge Ivy Bridge | Sandy Bridge | Sandy Bridge | Sandy Bridge Ivy Bridge | Sandy Bridge Ivy Bridge | Sandy Bridge | Sandy Bridge Ivy Bridge |
| Speicherunterstützung                        | RAM                                          | DDR3                    | DDR3         | DDR3         | DDR3                    | DDR3                    | DDR3         | DDR3                    |
| Speicherunterstützung                        | ECC                                          | Nein                    | Nein         | Nein         | Nein                    | Nein                    | Nein         | Nein                    |
| USB 2.0-Anschlüsse                           | USB 2.0-Anschlüsse                           | 10                      | 12           | 14           | 14                      | 14                      | 14           | 14                      |
| SATA 1,5-Gbit/s-Anschlüsse                   | SATA 1,5-Gbit/s-Anschlüsse                   | 4                       | 4            | 4            | 4                       | 4                       | 4            | 4                       |
| SATA 3-Gbit/s-Anschlüsse                     | SATA 3-Gbit/s-Anschlüsse                     | 0                       | 1            | 2            | 2                       | 2                       | 2            | 2                       |
| PCIe-Unterstützung (maximal)                 | 2.0 (CPU)                                    | 1×16                    | 1×16         | 1×16         | 1×16                    | 1×16 oder 2×8           | 1×16         | 1×16 oder 2×8           |
| PCIe-Unterstützung (maximal)                 | 2.0 (PCH)                                    | 6                       | 8            | 8            | 8                       | 8                       | 8            | 8                       |
| Unterstützte Bildschirme                     | Unterstützte Bildschirme                     | 2                       | 2            | 2            | 2                       | -                       | 2            | 2                       |
| RAID-Unterstützung                           | RAID-Unterstützung                           | Nein                    | Nein         | Nein         | Nein                    | Nein                    | Nein         | Nein                    |
| Intel-Rapid-Storage-Technologie              | Intel-Rapid-Storage-Technologie              | Nein                    | Nein         | Nein         | Ja                      | Ja                      | Ja           | Ja                      |
| Intel-Anti-Theft-Technologie                 | Intel-Anti-Theft-Technologie                 | Nein                    | Nein         | Nein         | Nein                    | Nein                    | Ja           | Nein                    |
| Intel-Trusted-Execution und vPro-Technologie | Intel-Trusted-Execution und vPro-Technologie | Nein                    | Nein         | Nein         | Nein                    | Nein                    | Ja           | Nein                    |
| Maximale Verlustleistung TDP                 | Maximale Verlustleistung TDP                 | 6,1 W                   | 6,1 W        | 6,1 W        | 6,1 W                   | 6,1 W                   | 6,1 W        | 6,1 W                   |
| Fertigungsprozess                            | Fertigungsprozess                            | 65 nm                   | 65 nm        | 65 nm        | 65 nm                   | 65 nm                   | 65 nm        | 65 nm                   |
| Markteinführung                              | Markteinführung                              | Q1 2011                 | Q1 2011      | Q2 2011      | Q1 2011                 | Q1 2011                 | Q1 2011      | Q2 2011                 |

## Serie 7-Chipsatz
Mit dem Ivy-Bridge-Serienupdate kamen Anschlussmöglichkeiten für PCIe 3.0 und USB 3.0 hinzu.
 Info: Die Serie-7-Chipsätze sind zu Sandy-Bridge-CPUs (2. Gen. CPU) abwärtskompatibel, allerdings laufen die PCIe 3.0-Slots dann im PCIe-2.0-Modus.
|                                              |                                              | B75                         | Q75                         | Z75                         | H77                         | Q77                         | Z77                             |
| -------------------------------------------- | -------------------------------------------- | --------------------------- | --------------------------- | --------------------------- | --------------------------- | --------------------------- | ------------------------------- |
| Übertaktung                                  | Übertaktung                                  | Nein                        | Nein                        | Ja                          | Nein                        | Nein                        | Ja                              |
| CPU-Unterstützung                            | CPU-Unterstützung                            | Ivy Bridge und Sandy Bridge | Ivy Bridge und Sandy Bridge | Ivy Bridge und Sandy Bridge | Ivy Bridge und Sandy Bridge | Ivy Bridge und Sandy Bridge | Ivy Bridge und Sandy Bridge     |
| Speicherunterstützung                        | RAM                                          | DDR3                        | DDR3                        | DDR3                        | DDR3                        | DDR3                        | DDR3                            |
| Speicherunterstützung                        | ECC                                          | Nein                        | Nein                        | Nein                        | Nein                        | Nein                        | Nein                            |
| USB 2.0-Anschlüsse                           | USB 2.0-Anschlüsse                           | 8                           | 10                          | 10                          | 10                          | 10                          | 10                              |
| USB 3.0-Anschlüsse                           | USB 3.0-Anschlüsse                           | 4                           | 4                           | 4                           | 4                           | 4                           | 4                               |
| SATA 1,5-Gbit/s-Anschlüsse                   | SATA 1,5-Gbit/s-Anschlüsse                   | 5                           | 4                           | 4                           | 4                           | 4                           | 4                               |
| SATA 3-Gbit/s-Anschlüsse                     | SATA 3-Gbit/s-Anschlüsse                     | 1                           | 2                           | 2                           | 2                           | 2                           | 2                               |
| PCIe-Unterstützung (maximal)                 | 3.0 (CPU)                                    | 1×16                        | 1×16                        | 1×16 oder 2×8               | 1×16                        | 1×16                        | 1×16 oder 2×8 oder 1×8 oder 2×4 |
| PCIe-Unterstützung (maximal)                 | 2.0 (PCH)                                    | 8                           | 8                           | 8                           | 8                           | 8                           | 8                               |
| RAID-Unterstützung                           | RAID-Unterstützung                           | Nein                        | Nein                        | Nein                        | Nein                        | Nein                        | Nein                            |
| Intel-Rapid-Storage-Technologie              | Intel-Rapid-Storage-Technologie              | Nein                        | Nein                        | Ja                          | Ja                          | Ja                          | Ja                              |
| Intel-Anti-Theft-Technologie                 | Intel-Anti-Theft-Technologie                 | Ja                          | Ja                          | Ja                          | Ja                          | Ja                          | Ja                              |
| Intel-Trusted-Execution und vPro-Technologie | Intel-Trusted-Execution und vPro-Technologie | Nein                        | Nein                        | Nein                        | Nein                        | Ja                          | Nein                            |
| Maximale Verlustleistung TDP                 | Maximale Verlustleistung TDP                 | 6,7 W                       | 6,7 W                       | 6,7 W                       | 6,7 W                       | 6,7 W                       | 6,7 W                           |
| Fertigungsprozess                            | Fertigungsprozess                            | 65 nm                       | 65 nm                       | 65 nm                       | 65 nm                       | 65 nm                       | 65 nm                           |
| Markteinführung                              | Markteinführung                              | Q2 2012                     | Q2 2012                     | Q2 2012                     | Q2 2012                     | Q2 2012                     | Q2 2012                         |